# أندريه كونا
أندريه كونا (16 فبراير 1978 - ) هو لاعب كرة قدم برتغالي في مركز الوسط. لعب مع إشتوريل برايا ونادي جل فيسنتي ونادي ريبيراو ونادي فاماليساو وF.C. Marco ‏ ونادي فيزيلا ونادي كوفيليا ونادي إيسبينهو وVilaverdense FC ‏.

## وصلات خارجية
- أندريه كونا على موقع قاعدة بيانات كرة القدم.إي يو (الإنجليزية)
- أندريه كونا على موقع Soccerway.com (الإنجليزية)